# Bepanda
 (février 2016).
Si vous disposez d'ouvrages ou d'articles de référence ou si vous connaissez des sites web de qualité traitant du thème abordé ici, merci de compléter l'article en donnant les références utiles à sa vérifiabilité et en les liant à la section « Notes et références ».
Bépanda est un quartier du 5e arrondissement de la capitale économique camerounaise Douala. 
Bépanda est un des quartiers les plus populaires de la ville avec une forte agglomération et des infrastructures telles que le stade de la Réunification , la Direction régionale de Camtel ainsi que de nombreux hôpitaux et des hôtels,.

## Histoire
Le mot Bepanda viendrait de la déformation du mot Bassa Bibamba qui signifie Terres des ancêtres ou encore village abandonné.  Dans les années 1800, la zone était habitée par le clan Bassa de Ndogben, qui va déserter la zone dans les années 1800 à la suite d'une épidémie de peste et s'installer dans la zone qui s'appelle aujourd'hui Beedi.
D'autres sources affirment que le nom Bepanda est le pluriel du nom Bassa Panda qui signifie Reserve de chasse , car une fois abandonnée, la zone était devenue un terrain de chasse pour les populations des villages et quartiers voisins de Ndogbati, Makepe et Ndogbong. 
Jusqu'aux années 1950, Bepanda était entièrement couverte de forêt. Le quartier va connaitre un développement rapide au ledemain des indépendances. 

## Géographie

### Localisation
Le quartier est traversé par l'avenue de Bépanda reliant le boulevard de la Réunification (route P14) au sud à la rue de Deido-Bassa au nord.

### Population
Bepanda est un quartier à lisière des villages Bassa et Duala.  Aujourd'hui le quartier est habitée par une population cosmopolite. Au début des 1960, la zone  attire majoritairement les populations Bamilékés originaires régions du Bamboutos et de la Menoua.

## Sous-Quartiers
Bepanda 
- Bepanda Double-Balle
- Bepanda Omnisports
- Bepanda Safari
- Bepanda Tonnerre
- Bepanda TSF NYON NYON
- Bepanda Peuple
- Bepanda Voirie

### Carrefours Populaires
- Carrefour Bon-fils
- Carrefour Boulangerie de la Paix
- Carrefour Ambiance
- Carrefour Vava
- Carrefour Casmando
- Carrefour Tendon
- Carrefour Sans Caleçon
- Fin Goudron Defosso
- Carrefour Trois Baham
- Carrefour La Fontaine

## Éducation
- École publique de Bépanda
- Lycée bilingue de Bepanda
- École catholique Saint Kisito
- CAFRAD (Centre d'Animation, de Formation, de Recherche et d'Appui au Développement)

## Cultes
- La paroisse catholique du Saint Esprit de Bepanda dépend du doyenné Wouri III du diocèse de Douala.

- Paroisse Catholique Saint Charles Lwanga
- Église Évangélique Du Cameroun Bepanda Tonnerre

## Économie
- Siège de Camtel, Cameroon Telecommuncations

## Santé
Bepanda comporte de nombreuses cliniques privées et un centre médical d'arrondissement (CMA). Le CMA de Bepanda a été créé en 2004 et comporte 7 services. Un bloc opératoire y a été inauguré en juillet 2023.

## Sports
Le stade de Douala-Bépanda ou Stade de la Réunification inauguré en 1972 est un stade omnisports aux normes internationales de 40 000 places.
Les Astres Football Club est un club de football de Bépanda évoluant en MTN Élite One du Cameroun en 2022.

## Les neuf disparus de Bepanda
Le quartier Bepanda est également connu pour la célèbre affaire des neuf disparus de Bépanda qui a marqué l'actualité camerounaise en 2001. Il s'agit d'une affaire de neuf jeunes du quartier Bepanda qui avaient été enlevés à leur domicile dans la nuit du 22 au 23 janvier 2001 par des gendarmes du Commandement opérationnel, une force spéciale de sécurité composée de policiers, de militaires et de gendarmes créée à Douala en mars 2000 pour lutter contre le grand banditisme.